# Bäcks socken
Bäcks socken i Västergötland ingick i Vadsbo härad, uppgick 1952 i Töreboda köping och området ingår sedan 1971 i Töreboda kommun och motsvarar från 2016 Bäcks distrikt.
Socknens areal var 13,34 kvadratkilometer allt land. År 2000 fanns här 166 invånare. Godsen Ymsjöholm och Borrud samt kyrkbyn och godset Bäck med sockenkyrkan Bäcks kyrka ligger i socknen.

## Administrativ historik
Socknen har medeltida ursprung. 
Vid kommunreformen 1862 övergick socknens ansvar för de kyrkliga frågorna till Bäcks församling och för de borgerliga frågorna bildades Bäcks landskommun. Landskommunen uppgick 1952 i Töreboda köping som 1971 ombildades till Töreboda kommun. Församlingen uppgick 2010 i Fredsberg-Bäcks församling.
1 januari 2016 inrättades distriktet Bäck, med samma omfattning som församlingen hade 1999/2000.  
Socknen har tillhört län, fögderier, tingslag och domsagor enligt vad som beskrivs i artikeln Vadsbo härad. De indelta soldaterna tillhörde Skaraborgs regemente, Norra Vadsbo kompani och Livregementets husarer, Vadsbo skvadron, Vadsbo kompani.

## Geografi
Bäcks socken ligger öster om Mariestad vid norra ändan av Ymsen med Fredsbergs mosse i nordväst. Socknen har odlingsbygd som omges av skogsbygd och mossbygd i sydost och nordväst. 

## Fornlämningar
Från järnåldern finns ett gravfält och domarringar.
Ruinerna efter borgen Ymseborg ligger här.

## Namnet
Namnet skrevs 1397 Bäk och kommer från kyrkbyn där en bäck rinner.